# Isarn
Ci sono stati tre trovatori chiamati Isarn o Izarn, attualmente due di essi difficili da distinguere. 
Il primo, confuso un tempo con l'inquisitore Isarn (autore delle Novas del eretge, poema dialogato con il vescovo eretico Sicart), non ha cognome e ha composto due partimens con Rofian (o Rofin) intorno al 1240. In uno dei due viene qualificato come fraire (fratello) dal suo interlocutore, ma si tratta di una semplice formula amicale.
Isarn Marques (o Marquès) scrisse una canso indirizzata ad Alfonso VIII o Alfonso X di Castiglia, intitolata S'ieu fos (forse composta intorno al 1250), con lo stesso schema metrico usato nelle poesie di Aimeric de Sarlat, Elias d'Ussel, Enrico II di Rodez, Gaucelm Faidit, Lanfranco Cigala, At de Mons, Peire Cardenal, Raimbaut de Vaqueiras, Maria de Ventadorn e un anonimo compositore.
Isarn Rizol (o Rizolz) scisse una canso datata intorno al 1250.